# امیر خلیفه اصل
امیر خلیفه اصل (زاده ۱۵ خرداد ۱۳۵۸) بازیکن سابق و مربی فوتبال اهل ایران است.